# Tchentchindi (Dorf)
Tchentchindi (auch: Tchantchandi, Tchantchandi Adam, Tchantchandi Delko, Tchintchindi, Tchintchindi Adam, Tchintchindi Delko) ist ein Dorf im Arrondissement Zinder I der Stadt Zinder in Niger.

## Geographie
Das Dorf befindet sich südlich des Stadtzentrums im ländlichen Gemeindegebiet von Zinder, der Hauptstadt der gleichnamigen Region Zinder. Gleich südwestlich des Dorfs Tchentchindi befindet sich der gleichnamige Weiler Tchentchindi und etwas weiter entfernt das Dorf Garin Malam Maïgamdji. Weitere Nachbardörfer sind Tapkin Kalgo im Nordwesten, Marka Maï Doumma im Norden und Dan Brandia im Südosten. Tchentchindi im Nordosten vorgelagert sind die Weiler Garin Kadou und Rougal Hassan Bawada.
Wie im gesamten Gemeindegebiet von Zinder herrscht das Klima der Sahelzone vor, mit einer durchschnittlichen jährlichen Niederschlagsmenge zwischen 300 und 400 mm.

## Geschichte
Malan Yaroh, ein in Zinder ansässiger bedeutender Akteur des Transsaharahandels, ließ im späten 19. Jahrhundert Bauern und Handwerker aus Tchentchindi und anderen Dörfern Waren für den Maghreb produzieren. Er versorgte sie mit Rohstoffen und erhielt daraus hergestellte Produkte wie verarbeitete Baumwolle, Korbwaren und Gerbereiprodukte.

## Bevölkerung
Bei der Volkszählung 2012 hatte Tchentchindi 1392 Einwohner, die in 213 Haushalten lebten. Bei der Volkszählung 2001 betrug die Einwohnerzahl 789 in 135 Haushalten und bei der Volkszählung 1988 belief sich die Einwohnerzahl auf 1499 in 263 Haushalten.

## Wirtschaft und Infrastruktur
In Tchentchindi wird Saatgut für Erdnüsse und Sorghum produziert. Auf einem Gelände von 3,15 Hektar wird eine Geflügelfarm betrieben. Es gibt eine Schule im Dorf. Bei Tchentchindi verläuft die 12,9 Kilometer lange Route 759, eine einfache Landstraße zwischen der Nationalstraße 1 und der Nationalstraße 11.